# Vittorio Faroppa
Vittorio Faroppa (* 29. August 1887 in Turin; † 11. November 1958 ebenda) war ein italienischer Fußballspieler und -trainer.

## Werdegang
Faroppa begann seine Spielerlaufbahn bei Virtus, später spielte er für den Piemonte FC und Juventus Turin.
Am 17. März 1912 bestritt er sein einziges Länderspiel für die italienische Nationalmannschaft in einem Freundschaftsspiel gegen Frankreich, das auf dem Turiner Campo di Piazza d’armi mit 3:4 verloren ging. Später war er auch als Trainer tätig (u. a. für die AC Siena und den CFC Genua).
In den 1930er- und 1940er-Jahren war Faroppa als Trainer bei zahlreichen unterklassigen Vereinen aktiv.
Faroppa nahm an beiden Weltkriegen teil: am Ersten als Bersagliere, am Zweiten als Freiwilliger mit dem Rang eines Oberstleutnants. Er starb im November 1958 im Alter von 71 Jahren in seiner Heimatstadt Turin und liegt auf dem dortigen Cimitero monumentale begraben.